# Патрово (Карелия)
Патрово — деревня в составе Великогубского сельского поселения Медвежьегорского района Республики Карелия.

## Общие сведения
Расположена на Заонежском полуострове в северной части Онежского озера, на берегу озера Путкозеро.

## Население
| 2002 | 2009 | 2010 | 2013 |
| ---- | ---- | ---- | ---- |
| 69   | ↘66  | ↘55  | →55  |